# Shimun VI
Shimun VI (... – Monastero di Rabban Ormisda, 5 agosto 1538) è stato un vescovo cristiano orientale siro, patriarca della Chiesa d'Oriente dal 1504 al 1538.

## Biografia
Pochissime sono le informazioni su questo patriarca della Chiesa d'Oriente, che succedette a Elia V nel 1504 ed è attestato da tutte le cronotassi patriarcali. È probabile che sede del suo patriarcato fu il monastero di Rabban Ormisda, nei pressi di Alqosh.
A Shimun VI è attribuito il merito di aver rivisto la liturgia della Chiesa d'Oriente, sostituendo le commemorazioni dei santi e dei martiri tradizionali con altri nuovi, soprattutto coloro che avevano fondato monasteri. Queste modifiche sono legate al restauro di molti monasteri avvenuto in questo periodo. Alcuni autori sostengono che questi cambiamenti liturgici riflettono una rinascita dei pellegrinaggi verso i monasteri appena restaurati, creando una richiesta di dettagli sulla vita dei loro fondatori.
All'epoca di Shimun VI arrivò dalle comunità cristiane dell'India un rapporto sullo stato della Chiesa giacobita in quel Paese e sul recente arrivo dei portoghesi.
In un manoscritto di ottobre 1538 Isho'yahb, fratello di Shimun VI, è indicato come natar kursya del patriarca, dunque come suo successore designato. Shimun VI morì il 5 agosto 1538, come segnalato dalla lapide tombale conservata nel monastero di Rabban Ormisda.